# Fritz (Schachprogramm)
Fritz ist ein kommerzielles Schachprogramm der Firma ChessBase, dessen anfangs von Frans Morsch und Mathias Feist programmierte chess engine (das Spielprogramm im engeren Sinne, welches meist auch unter verschiedenen Benutzeroberflächen einsetzbar ist) seit vielen Jahren zu den Spitzenprogrammen gehört. Die Mehrprozessorversion wird Deep Fritz genannt.

## Name
Der Name Fritz war eine Idee von jungen „Werbe-Leuten“ (M. Feist), ursprünglich sollte das Programm Brutus heißen. Dieser Name wurde von ChessBase später für ein anderes Projekt mit Christian Donninger verwendet, aus dem schließlich das Programm Hydra hervorging.
Die Fritz-Schach-Engine trat bei einigen Computerturnieren auch unter der Bezeichnung Quest auf.

## Versionen
Die erste Version des Programms erschien 1991, lief unter MS-DOS und war in der Programmiersprache C geschrieben. Für die Nutzung unter Windows wurden die Datenstrukturen neu konzipiert, und es erfolgte ein Umstieg auf die Programmiersprache C++. Fritz 3 gewann 1995 in Hongkong die Computerweltmeisterschaft World Computer Chess Championship (WCCC). Bereits im Mai 1994 hatte Fritz 3 ein mit menschlichen Großmeistern sehr stark besetztes Blitzschachturnier in München punktgleich mit dem damaligen Schachweltmeister Garri Kasparow abgeschlossen, der sich dann erst im anschließenden Stichkampf durchsetzen konnte. Im Spiel mit Turnierbedenkzeit konnte das Programm Wettkämpfe gegen Hübner (2001, Ergebnis 3:3), Kramnik (Brains in Bahrain 2002, Ergebnis 4:4) und Kasparow (2003, Ergebnis 2:2) unentschieden gestalten. Die Versionen wurden jeweils professionell vermarktet, dadurch zählt Fritz zu den bekanntesten Schachprogrammen. Mittlerweile haben die meisten Schachspieler gegen Schachprogramme keine Chance mehr und nutzen sie vorrangig zum Training und zur Analyse von Partien.
Seit der fünften Version (1996, Fritz 5) ist in Fritz eine Sprachkomponente integriert. Die meist humorigen Kommentare werden von Matthias Deutschmann gesprochen. Seit Version 7 (2001) können auch fremde Schach-Engines mittels UCI-Schnittstelle unter der Benutzeroberfläche von Fritz verwendet werden. 2003 wurde in Version 8 das sogenannte Chess Media System eingeführt, welches das Abspielen von Videos synchron zur Darstellung von Zügen auf dem Schachbrett ermöglicht, wofür der Windows Media Player benötigt wird.
Version 10 des Programms erschien im November 2006, Version 11 im November 2007, die Version 12 im Oktober 2009. Diese beherrschen auch die Schachvarianten Chess960 und Räuberschach. Es gibt auch eine Mehrprozessorversion (Deep Fritz). Das Programm läuft unter Windows, die grafische Benutzeroberfläche gilt als funktionell weit entwickelt. Seit Mai 2007 gibt es unter dem Namen Fritz mobile auch eine Version für Mobiltelefone.

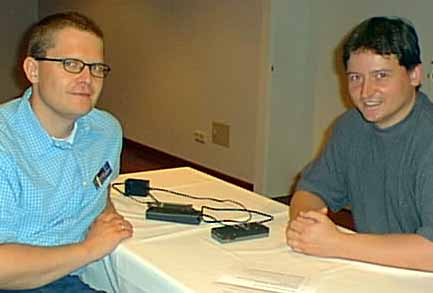
Stefan Meyer-Kahlen (Entwickler von Shredder) und Axel Fritz, bei den Chess Classic 2001, wo Pocket Fritz antrat.

Für die Pocket Fritz-Programme für Pocket PC wurden keine Fritz-Engines verwendet: Version 1 (2001) und 2 (2003) nutzten Shredder, programmiert von Stefan Meyer-Kahlen. Die Versionen 3 (2007) und 4 (2009) verwendeten HIARCS.
Die lange Zeit innegehabte Vormachtstellung im Bereich Spielstärke ist inzwischen vergangen. Fritz hat Konkurrenz von Engines wie der deutlich stärkeren Engine Rybka sowie Houdini und der Open-Source-Engine Stockfish bekommen.
Im Dezember 2008 wurde bekannt, dass an Umsetzungen von Fritz für die Spielekonsolen Nintendo DS, Wii und PlayStation 3 gearbeitet werden soll, wobei der 9. April 2009 als Veröffentlichungstermin angekündigt und bei Wii- und DS-Version eingehalten wurde. Die Version für PlayStation 3 erschien am 24. Juli 2009.
Im Oktober 2011 erschien Fritz 13, zunächst als Singleprozessorversion. Die Mehrprozessorversion Deep Fritz 13 folgte im Juni 2012. In der Version 13 wurden auf Cloud-Computing-Konzepten basierende Funktionen eingeführt.
Deep Fritz 14 erschien im November 2013. Als Autor der neu entwickelten 64-Bit-Engine, die bis zu acht CPUs unterstützt, wird Gyula Horvath angegeben, der zuvor mit dem Programm Pandix an mehreren Computerschach-Weltmeisterschaften teilgenommen hatte. Die Versionen 15, erschienen im November 2015, und 16, erschienen im November 2017, stammen von Vasik Rajlich.
Im November 2019 erschien Version 17, die mit zwei Engines ausgeliefert wurde: Eine stammt von Frank Schneider, der zuvor als Programmierer der Schach-Engine Ginkgo in Erscheinung getreten war, und verwendet die konventionelle Alpha-Beta-Suche. Die andere unter dem Namen Fat Fritz basiert auf der Technik von Leela und wurde mit Hilfe eines neuronalen Netzes trainiert. Um deren Potential auszuschöpfen, wird eine mit Stand 2019 „sehr leistungsfähige“ Grafikkarte benötigt. Im Februar 2021 wurde unter dem Namen Fat Fritz 2.0 eine Programmversion veröffentlicht, die auf Stockfish 12 basiert und auf einer NNUE-Architektur beruht, weshalb keine besonderen Anforderungen mehr an die Grafikkarte gestellt werden. Fat Fritz 2.0 ist dabei lediglich ein neuronales Netzwerk, das von Albert Silver trainiert wurde. Chessbase steht in der Kritik, dies nicht hinreichend transparent gemacht zu haben.

## LiveBuch, Let’s Check und Engine-Cloud
Bei Fritz 13 wurde mit dem „LiveBuch“ ein serverbasiertes Eröffnungsbuch für Schachprogramme implementiert. Es wird mit Partien aus aktuellen Turnieren gepflegt. Eine Besonderheit ist, dass auch die Benutzer das Buch durch eigene Zugeingaben, Analysen und bewertbare Kommentare erweitern können. Wenn das Schachprogramm damit spielt, stützt es sich jedoch ausschließlich auf Statistiken aus den enthaltenen Turnierpartien.
Eine Neuentwicklung im Computerschach stellt das mit Fritz 13 eingeführte „Let’s Check“ dar. Dabei werden alle Computeranalysen der Anwender auf Servern gespeichert, damit sie anderen Benutzern zur Verfügung stehen. Ein Ersetzungsalgorithmus bevorzugt länger gerechnete Varianten. Let’s Check erlaubt, die eigene Engine der Allgemeinheit zur Verfügung zu stellen, damit andere Benutzer damit Analyseaufgaben schneller erledigen können. Weil „Let’s Check“ offen für alle Engines ist, werden dabei jedoch Varianten und Bewertungen von verschiedenen Programmen vermischt. Bei der Analyse von laufenden Livepartien entsteht eine Art Wettbewerb zwischen den Let's Check-Nutzern, wer als erster eine Stellung „entdeckt“ und seinen Namen damit bleibend verknüpfen darf.
Mit der Folgeversion Deep Fritz 13 wurde die sog. „ChessBase Engine-Cloud“ eingeführt. Anwender können ihre Computerkapazität bzw. ihre Engines in einen Onlinepool einbringen, wo andere Anwender diese – kostenlos oder gegen die Serverwährung „Dukaten“ – mieten können. Die Nutzer haben dann über solche Cloudengines fast dieselbe Kontrolle wie auf eine lokal bei ihnen selbst laufende Engine. Der Service lässt sich auch privat nutzen, etwa um mit der Schachleistung eines stationären Desktops unterwegs auf einem Notebook zu analysieren.

## Serverzugang
Mit dem Erwerb von Fritz erhält man zeitlich befristet Zugang auf Schach.de, einen deutschen Schachserver – frühen Ausgaben der Version Fritz 8 lagen jedoch Seriennummern bei, die auch eine unbefristete Nutzung erlauben. Auf diesem Server treffen sich Spieler aller Spielniveaus, und es gibt auch einen Maschinenraum, in dem man seine Engines testen darf. Wertungsfrei kann man dort kostenlos spielen. Der Kampf um inoffizielle, interne Ratingzahlen nach Vorbild des Elo-Systems sowie die meisten erweiterten Funktionen wie Kommunikation mit anderen Nutzern sind dagegen kostenpflichtig. Kostenpflichtig ist auch die Teilnahme an Audio-Livekommentaren oder der Abruf von archivierten Trainingssendungen im Rahmen eines "Premium"-Zugangs.

## World Chess Challenge 2006
Vom 25. November bis 5. Dezember 2006 spielte Deep Fritz sechs Partien gegen den amtierenden Schachweltmeister Wladimir Kramnik in der Kunst- und Ausstellungshalle der Bundesrepublik Deutschland in Bonn. Kramnik erhielt ein Startgeld von 500.000 US-Dollar und sollte im Falle eines Sieges weitere 500.000 US-Dollar erhalten. Es wurde vereinbart, dass Kramnik im Vorfeld das Programm erhielt, um sich mit dessen Spielweise vertraut zu machen, und dass er während der Partien Einblick in die Eröffnungsbibliothek von Deep Fritz nehmen konnte. Das Programm lief auf einem System mit zwei Intel-Core-2-Prozessoren mit je zwei Prozessorkernen und berechnete acht bis zehn Millionen Stellungen pro Sekunde. Der Vergleich endete schließlich 4:2 für Deep Fritz.
In der zweiten Partie übersah Kramnik, ungewöhnlich für einen Weltmeister, ein Matt in einem Zug, was von Zsuzsa Polgár als „blunder of the century“ („Patzer des Jahrhunderts“ – obwohl es noch keine sechs Jahre alt war) kommentiert wurde.

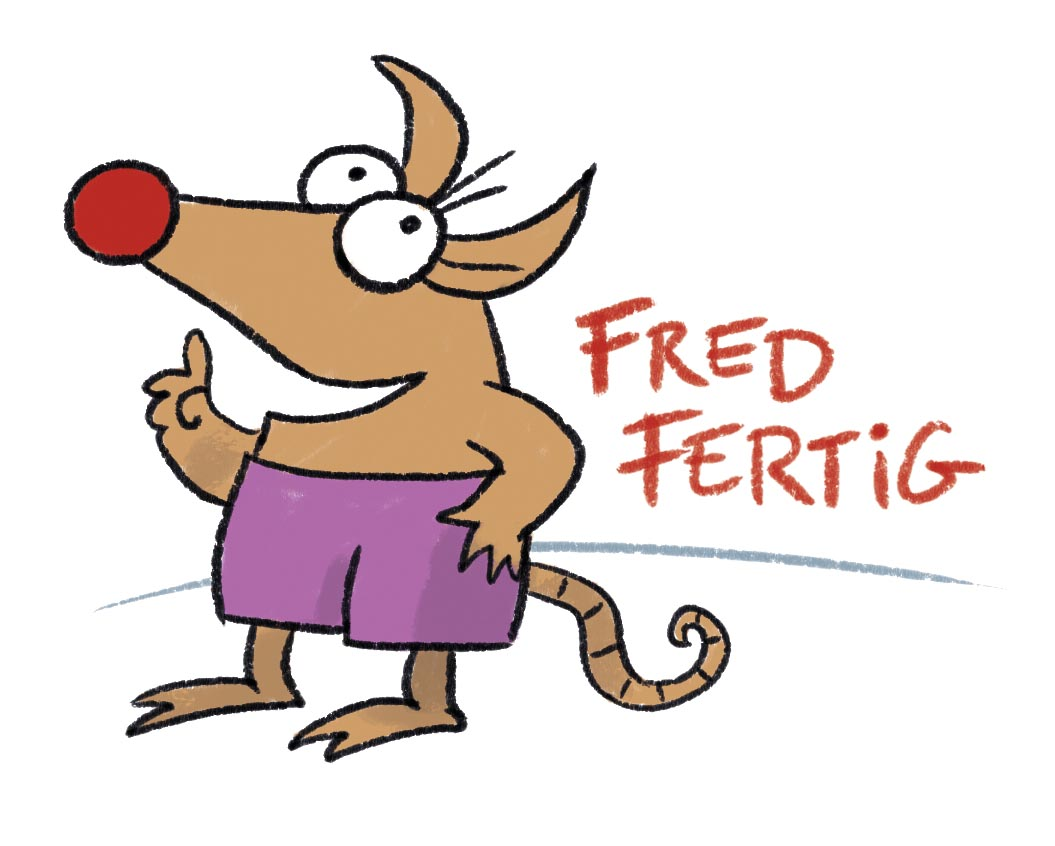
Die Schachratte Fred Fertig

## Fritz & Fertig – Schach für Kinder
Fritz & Fertig – Schach für Kinder ist eine Schachprogrammserie für Kinder ab acht Jahren, die der Kinderbuchautor Jörg Hilbert in Zusammenarbeit mit dem Schachtrainer Björn Lengwenus für ChessBase konzipierte. Mittlerweile gibt es vier Programme in der Serie Fritz und Fertig: Schach lernen und trainieren, Schach im schwarzen Schloss, Schach für Siegertypen und Schach für Außerirdische.

### Fritz & Fertig – Schach lernen und trainieren (2002)
Hilbert erfand um das Schachspiel eine Geschichte, in der das Königspaar Weiß Urlaub machen will und den Prinzen Fritz damit beauftragt, seine Eltern auf dem Thron zu vertreten. Dabei soll ihm seine Cousine Bianca helfen. Gerade als sie es sich gemütlich gemacht haben, erreicht sie die Herausforderung des Königs Schwarz zum Schachduell. In ihrer Not wandern sie durch das Königreich und treffen König Bunt, ein Freund von Fritz’ verstorbenen Großvater, der ihnen klarmacht, dass es nicht um Leben oder Tod, sondern lediglich um Prestige geht. Nun packt Fritz, der seinen Vater würdig vertreten will (Großvater Weiß war der letzte, der König Schwarz besiegte), der Ehrgeiz, und er will das Schachspiel lernen, worauf König Bunt ihnen vorschlägt, sie zur „Muckibude“ zu begleiten.
In verschiedenen Minispielen werden die Schachregeln bereits indirekt auf dem Weg zur Muckibude durch König Bunt vermittelt:
- Sumō-Ringer (König): Der Spieler steuert einen Sumō-Ringer, der seinen Gegner in einer der vier Ecken drängen muss. Dabei muss allerdings immer ein Feld frei bleiben und es darf sich nur um ein Feld bewegt werden. Der Computer ist darauf programmiert, Fehler zu machen, die der Spieler ausnutzen muss. Gelingt ihm das innerhalb von 20 Zügen nicht, hat der Gegner gewonnen.
- Zitterling McSparpenny (Turm): Der Spieler steuert die reiche Schottin, welche die Groschen vor den Spinnen in ihrem Turm in Sicherheit bringen muss. Dabei kann sie horizontal und vertikal steuern; das Spiel ist wie Pac Man aufgebaut. Der Spieler hat drei Leben und nach Einsammeln aller Münzen steigt er ein Level auf. Es gibt somit kein Spielziel, sondern nur eine Bestenliste.
- Kloschüsseln zerdeppern (Läufer): Der Spieler muss die Kugel so abprallen lassen, dass sie möglichst viele Kloschüsseln innerhalb von 60 Sekunden zerstört.
- Blumen gießen (Dame): Der Spieler steuert Königin Bunt und muss darauf acht geben, dass sie die Blumen rechtzeitig erreicht, bevor sie verdorren. Sie kann dabei sowohl gerade als auch diagonal gesteuert werden.
- Pferde-Parcours (Springer): Das Pferd muss so über die Hindernisse gesteuert werden, dass es rechtzeitig das Ziel erreicht. Nach Bestehen eines Levels kommt der nächste Parcours, und das geht so lange weiter, bis der Spieler es nicht schafft, innerhalb der vorgegebenen Züge ans Ziel zu kommen.
- Bärenthaler Bauernkloppe (Bauer): Dieses Spiel kommt dem Schachspiel zweifelsohne am nächsten. Laut König Bunt „eine Mischung aus Karate, Halma und Fußball“, besteht das Spielfeld aus einem 4x8 Schachbrett (jede Mannschaft hat vier Bauern, einen König oder sonstige Figuren gibt es nicht), und hier gibt es im Gegensatz zu den vorherigen vier Spielen wieder keine Bestenliste, sondern das Spielziel ist es, einen Bauern auf die gegnerische Seite durchzubringen. Man kann vor dem Spiel auf vier verschiedene Häuser drücken und man bekommt von den Bauern (in unterschiedlichen deutschen Dialekten) die Spielregeln erklärt (welche auch mit den Schachregeln übereinstimmen). Hier zeigt sich bereits die Wichtigkeit eines Freibauern, der allerdings überraschenderweise erst im vierten Teil direkt erklärt wird. Hat ein Spieler kein Material mehr oder können seine Bauern nicht mehr ziehen, hat der Gegner automatisch gewonnen. Kann keiner der beiden Seiten mit seinen Bauern mehr ziehen, geht das Spiel unentschieden aus.

Später treffen er und Bianca auf die Kanalratte Fred Fertig. Fred entpuppt sich als Schachmeister (welcher König Schwarz sogar besiegt hatte), der Fritz und Bianca von nun an über unterschiedliche Spielsituationen trainiert und erklärt, was die verschiedenen Schachausdrücke bedeuten.

### Fritz & Fertig – Schach im schwarzen Schloss (2004)
Im zweiten Teil wird Fred von König Schwarz entführt und Fritz und Bianca fahren zu seinem Schloss, um ihn zu retten. Dabei geraten sie in eine Falle von König Schwarz und werden von ihm in seinen Keller zu Fred Fertig gesperrt. Nur durch einen Aufzug könnten sie nach oben, aber für diesen Aufzug bräuchten sie mehr Elosophila oder auch Gripsfliegen genannt, die von Grips angezogen werden. Also benutzen sie die Schachmaschinen von König Schwarz, um sich mehr Grips anzutrainieren und um den Aufzug bedienen zu können.

### Fritz & Fertig – Schach für Siegertypen (2006)
Im dritten Teil sind Fritz und Bianca auf dem Jahrmarkt. Dort treffen sie auf König Schwarz und erfahren später von König Bunt, dass er von den ganzen Königen, die auch auf dem Jahrmarkt sind, die Kuscheltiere geklaut hat. Aus Mitleid beschließen Fritz und Bianca auf dem Jahrmarkt von Stand zu Stand zu gehen, um genug Kuscheltiere für die Könige aufzutreiben. Später treffen sie sogar Fred Fertig, der mit seinem Flohzirkus auch auf dem Jahrmarkt ist.

### Fritz & Fertig – Schach für Außerirdische (2009)
Im vierten und letzten Teil werden Fritz und Bianca von König Schwarz um Hilfe gebeten. König Schwarz hat im Internet angegeben und behauptet, er sei der beste Schachspieler des Universums. Daraufhin sind Außerirdische auf ihn aufmerksam geworden und wollen, dass er das beweist. Als Fritz und Bianca ihm zu Hilfe kommen wollen, werden sie gemeinsam mit König Schwarz entführt und von den Außerirdischen auf ihren Planeten Chessbase gebracht. Dort sollen sie beweisen, dass König Schwarz der beste Schachspieler des Universums ist, sonst müssten sie für immer auf Chessbase bleiben. Später treffen sie sogar Fred Fertig, der Urlaub auf Chessbase macht. Hier erfährt der Spieler u. a. über Damengambit, Freibauern, das Endspiel Dame gegen Bauer, Tempi und verschiedene Schachvarianten.

### Weiteres
Die Software wurde mit mehreren Preisen ausgezeichnet, darunter dem Kindersoftwarepreis TOMMI 2002. Mittlerweile sind mehrere Printprodukte erschienen.

### Synchronisation
| Rolle                                     | Sprecher          |
| ----------------------------------------- | ----------------- |
| Prinz Fritz Weiß                          | Norman Matt       |
| Cousine Bianca                            | Tanja Schmitz     |
| Herold                                    | Thomas Lang       |
| König Bunt                                | Bert Cöll         |
| Bayerischer Bauer                         | Bert Cöll         |
| Norddeutscher Bauer                       |                   |
| Rheinischer Bauer                         | Martin Baltscheit |
| Sächsischer Bauer                         |                   |
| König Schwarz                             |                   |
| Fred Fertig                               | Martin Baltscheit |
| Computer                                  | Martin Schäfer    |
| Schwäbischer Bauer                        |                   |
| Kommentator der Bärenthaler Dorfolympiade | Linus Kraus       |
| Gripsfliegen                              | Martin Baltscheit |
| König Schlau                              | Thomas Lang       |
| König Dumm                                |                   |
| Ballon-Bauer (Zwei Läufer)                | Thomas Krause     |
| Ballon-Bauer (Läufer und Springer)        | Vittorio Alfieri  |
| Dosen-Bauer                               | Linus Kraus       |
| Autoscooter-Bauer                         | Thomas Lang       |
| Box-Ansager                               | Thomas Lang       |
| Anastasia                                 |                   |
| Murphy                                    | Bodo Primus       |
| Räuber Weiß                               |                   |
| Räuber Lila                               | Martin Baltscheit |
| h7                                        | Thomas Lang       |
| Freibauer                                 | Bert Cöll         |